# Radio Kayira
Radio Kayira est une association gérant plusieurs stations de radio maliennes fondée en 1992. Elle appartient au parti politique Solidarité africaine pour la démocratie et l'indépendance (SADI), présent au gouvernement du Mali.

## Histoire
Radio Kayira nait en 1992 et lance sa première station à Bamako le 3 juin 1992. Elle a alors pour objectif de donner la parole au peuple, confisquée par la dictature de Moussa Traoré. En 2003, pour avoir dénoncé l'abus de pouvoir d'un huissier de justice, trois journalistes de Radio Kayira font un mois de prison sous l'accusation d'« incitation à la révolte, menace de mort, opposition à l’autorité de l’État ». Le 12 avril 2004 cinq journalistes sont arrêtés pour trouble de l'ordre public. Le 26 septembre 2005 Radio Kayira fait une demande pour ouvrir une station à Niono, qui ne répond pas, et, malgré tout, commence ses premiers essais le 24 avril 2006. Le préfet de Niono ordonne sa fermeture peu après, mais la station rouvre son antenne le 17 mai. Aussi le 23 août et le 24 août 2006 la police interpelle six personnes travaillant à la station de Niono, qui sont condamnés à un mois de prison pour opposition à l’autorité de l’État. De plus, la station de Niono est fermée. Les prisonniers sont libérés le 25 septembre 2006.

## Stations
Radio Kayira possède six stations de radio:
- Bamako.
- Ségou.
- Koutiala.
- Kita.
- Mahina.
- Niono(fermeture en 2006).

## Objectifs
L'association se veut au service des petites gens.[évasif]